# Bundesstraße 240
De Bundesstraße 240 (ook wel B240) is een bundesstraße in de Duitse deelstaat Nedersaksen.
De B240 begint bij Bodenwerder en eindigt in Gronau. De B240 is ongeveer 35 kilometer lang.

## Routebeschrijving
De B240 begint in de afrit Bodenwerder/Nordumfahrung in het noordwesten van de stad Bodenwerder waar de B240 aansluit op de B83. De B240 vormt de noordelijke rondweg die de rivier de Wezer. De B240 loopt vervolgens naar het zuidoosten en komt door de dorpen Linse, Hale, langs Dielmissen en Lüerdissen. Dan komt men in Eschershausen waar de B240 een samenloop kent met de B64, waarna de B240 naar het noorden afbuigt en komt door de dorpen Weenzen en Eime, De B240 sluit nu ten westen Gronau aan op de B3.
B1 · B3 · B3n · B4 · B5 · B6 · B6n · B27 · B51 · B61 · B64 · B65 · B68 · B69 · B70 · B71 · B72 · B73 · B74 · B74n · B75 · B79 · B80 · B82 · B83 · B188 · B190n · B191 · B195 · B207 · B209 · B210 · B211 · B212 · B213 · B214 · B215 · B216 · B217 · B218 · B238 · B239 · B240 · B241 · B242 · B243 · B243a · B244 · B245a · B247 · B248 · B322 · B401 · B402 · B403 · B404 · B408 · B431 · B433 · B434 · B435 · B436 · B437 · B438 · B439 · B440 · B441 · B442 · B443 · B444 · B445 · B446 · B447 · B461 · B475 · B482 · B490 · B493 · B494 · B495 · B496 · B497 · B524 · B530